# Ettore Dotti
Dom Ettore Dotti, C.S.F. (Palosco, 1 de janeiro de 1961) é um bispo católico italiano radicado no Brasil. É o primeiro bispo da Diocese de Naviraí.

## Biografia
Dom Ettore Dotti ingressou no seminário da Sagrada Família em Bergamo em 1983. Estudou filosofia no seminário diocesano de Brescia e teologia no seminário da diocese de Bergamo entre 1988 e 1994. Fez sua profissão religiosa na Congregação da Sagrada Família em março de 1993 e foi ordenado padre no dia 28 de junho de 1994. No ano seguinte foi enviado como missionário ao Brasil.
Em Itapevi, na diocese de Osasco, foi vigário paroquial e formador de 1995 a 1996. Nos dois anos seguintes, foi superior, mestre dos noviços e reitor do seminário de sua congregação. Exerceu também essas mesmas funções no seminário de Peabiru, na diocese de Campo Mourão entre 1999 e 2002 e, posteriormente, entre 2007 e 2009. 
Foi ainda superior e mestre de noviços em Curitiba entre 2003 e 2005 e administrador paroquial em Ivailândia, distrito de Engenheiro Beltrão, de 2005 a 2007. Em 2010 foi nomeado pároco da paróquia Bom Pastor em Serrinha, função que exerceu até que, no dia 1 de junho de 2011, foi nomeado pelo Papa Bento XVI para ser o primeiro bispo da nova Diocese de Naviraí. Recebeu a ordenação episcopal no dia 22 de julho desse mesmo ano das mãos de Dom Ottorino Assolari, seu confrade e bispo de Serrinha.